# Il Giallo Mondadori dal 2901 al 3000
|  | I 100 precedenti: Il Giallo Mondadori dal 2801 al 2900 |

## Dal N.2901 al N.3000
| N.   | Titolo italiano                       | Autore                              | Titolo originale                | Pubblicazione     |
| ---- | ------------------------------------- | ----------------------------------- | ------------------------------- | ----------------- |
| 2901 | Foglie rosse                          | Thomas H. Cook                      | Red Leaves                      | 25 maggio 2006    |
| 2902 | L'uomo dalle troppe vite              | Bill Pronzini                       |                                 | 8 giugno 2006     |
| 2903 | Il gatto che dava i numeri            | Lilian Jackson Braun                | The Cat Who Went Bananas        | 22 giugno 2006    |
| 2904 | Il candidato                          | David Baldacci                      | Split Second                    | 6 luglio 2006     |
| 2905 | Il tocco del male                     | Kay Hooper                          | Sense of Evil                   | 20 luglio 2006    |
| 2906 | Il rapporto scomparso                 | Ed McBain                           | Fat Ollie's Book                | 3 agosto 2006     |
| 2907 | Circolo di fuoco                      | Peter Lovesey                       | The Circle                      | 17 agosto 2006    |
| 2908 | Nel baratro della paura               | Jonathan Nasaw                      |                                 | 31 agosto 2006    |
| 2909 | Un caso troppo semplice               | Jacques Collin                      |                                 | 14 settembre 2006 |
| 2910 | Non hai scelta                        | Harlan Coben                        | No Second Change                | 28 settembre 2006 |
| 2911 | La lunga agonia                       | Lynn Kostoff                        | The Long Fall                   | 12 ottobre 2006   |
| 2912 | Conto alla rovescia                   | Kate Pepper                         | Five Days in Summer             | 26 ottobre 2006   |
| 2913 | La bisbetica assassinata              | Evan Marshall                       | Crushing Crystal                | 9 novembre 2006   |
| 2914 | L'ultimo rodeo                        | James Hime                          | The Night of the Dance          | 23 novembre 2006  |
| 2915 | Metal Detector                        | Stefano Pigozzi                     |                                 | 7 dicembre 2006   |
| 2916 | La foresta della morte                | Tara Moss                           |                                 | 30 dicembre 2006  |
| 2917 | Sacrificio                            | Clyde Phillips                      | Sacrifice                       | 13 gennaio 2007   |
| 2918 | La collega tatuata                    | Margherita Oggero                   |                                 | 27 gennaio 2007   |
| 2919 | Il metodo della follia                | Cathy Vasas Brown                   | Some Reason in Madness          | 10 febbraio 2007  |
| 2920 | Una vita in prestito                  | Annamaria Fassio                    |                                 | 24 febbraio 2007  |
| 2921 | Il professore scomparso               | James Bradaberry                    | Ruins of Civilty                | 10 marzo 2007     |
| 2922 | Hard freeze un caso glaciale          | Dan Simmons                         | Hard Freeze                     | 24 marzo 2007     |
| 2923 | La ghigliottina maledetta             | Pascal Basset-Chercot               | Un baiser de Malmédy            | 7 aprile 2007     |
| 2924 | I delitti della luce                  | Giulio Leoni                        |                                 | 21 aprile 2007    |
| 2925 | Il caso dell'uomo senza volto         | Leonard S. Goldberg                 |                                 | 5 maggio 2007     |
| 2926 | Un'alba rosso sangue                  | David Handler                       | The Burnt Orange Sunrise        | 19 maggio 2007    |
| 2927 | L'isola della strage                  | Jonathan Nasaw                      | Twenty-Seven Bones              | 24 maggio 2007    |
| 2928 | Il prezzo del pericolo                | Thomas H. Cook                      | Peril                           | 7 giugno 2007     |
| 2929 | Arrestate Rouletabille                | Gaston Leroux                       | Le crime de Rouletabille        | 21 giugno 2007    |
| 2930 | L'occhio avvelenato                   | Judith Guest                        |                                 | 5 luglio 2007     |
| 2931 | Brama oscura                          | Tara Moss                           | Covet                           | 19 luglio 2007    |
| 2932 | Il gatto che scattò la foto           | Lilian Jackson Braun                | The Cat Who Dropped a Bombshell | 2 agosto 2007     |
| 2933 | Cruciverba criminale                  | Parnell Hall                        | Puzzle Lady Series              | 16 agosto 2007    |
| 2934 | I serpenti di Cornovaglia             | Georgette Heyer                     | Penhallow                       | 30 agosto 2007    |
| 2935 | Alibi                                 | Stephen M. Murphy                   | Alibi                           | 13 settembre 2007 |
| 2936 | Castigo                               | Jilliane Hoffman                    | Retribution                     | 27 settembre 2007 |
| 2937 | L'uomo che sapeva troppo              | Gilbert Keith Chesterton            | The Man Who Knew Too Much       | 11 ottobre 2007   |
| 2938 | La ragazza della porta accanto        | Patricia MacDonald                  | The Girl Next Door              | 25 ottobre 2007   |
| 2939 | L'angolo del diavolo                  | Olive Etchells                      | No Corners for Devil            | 8 novembre 2007   |
| 2940 | Winter's End                          | John Rickards                       | Winter's End                    | 22 novembre 2007  |
| 2941 | Altravita                             | Gianluca Durante                    |                                 | 6 dicembre 2007   |
| 2942 | Prima del buio                        | Raymond Benson                      | Face Blind                      | 20 dicembre 2007  |
| 2943 | Pattaya 24/7                          | Christopher G. Moore                | Pattaya 24/7                    | 3 gennaio 2008    |
| 2944 | La busta vuota                        | James Bradberry                     | Eakin's Mistress                | 17 gennaio 2008   |
| 2945 | Il silenzio delle ombre               | Freeman Wills Crofts                | The Hog's Back Mystery          | 31 gennaio 2008   |
| 2946 | Giro della morte                      | Chris Grabenstein                   | Tilt-a-Whirl                    | 14 febbraio 2008  |
| 2947 | La soglia della paura                 | Anthony Abbot                       | The Creeps                      | 28 febbraio 2008  |
| 2948 | La fossa che ti meriti                | David Bower                         | The Death You Deserve           | 13 marzo 2008     |
| 2949 | Respiro di spettri                    | John Rickards                       | The Touch of Ghosts             | 27 marzo 2008     |
| 2950 | Caso chiuso                           | Patricia Wentworth                  | The Case is Closed              | 10 aprile 2008    |
| 2951 | Le ore del male                       | Raymond Benson                      | Evil Hours                      | 24 aprile 2008    |
| 2952 | Corpus Delicti                        | Rhys Bowen                          | Evanly Bodies                   | 8 maggio 2008     |
| 2953 | Copper River                          | William Kent                        | Copper River                    | 22 maggio 2008    |
| 2954 | Rouletabille e lo zar                 | Gaston Leroux                       | Rouletabille chez le tsar       | 5 giugno 2008     |
| 2955 | Hard as Nails - Un caso d'acciaio     | Dan Simmons                         | Hard as Nails                   | 19 giugno 2008    |
| 2956 | Il gatto che aveva sessanta vibrisse  | Lilian Jackson Braun                | The Cat Who Have 60 whiskers    | 3 luglio 2008     |
| 2957 | Bloody Vodka                          | Boris Starling                      | Vodka                           | 17 luglio 2008    |
| 2958 | Carabinieri in giallo (antologia)     | AA.VV.                              |                                 | 31 luglio 2008    |
| 2959 | Esecuzione                            | Tara Moss                           | Hit                             | 14 agosto 2008    |
| 2960 | Gangster                              | Annamaria Fassio                    |                                 | 28 agosto 2008    |
| 2961 | Romeo sanguina                        | Robert Ellis                        | City of Fire                    | 11 settembre 2008 |
| 2962 | Killer²                               | Anthony Abbot                       | The Shudders                    | 25 settembre 2008 |
| 2963 | In fondo al baratro                   | Stuart Pawson                       | Over the Edge                   | 9 ottobre 2008    |
| 2964 | Morte nel tunnel                      | Carol Smith                         | Without Warning                 | 23 ottobre 2008   |
| 2965 | Testamento che scotta                 | Aaron Elkins                        | When There's a Will             | 6 novembre 2008   |
| 2966 | Rosso come il sangue                  | Stefano Pigozzi                     |                                 | 20 novembre 2008  |
| 2967 | Il mio volto è uno specchio           | Enrico Luceri                       |                                 | 4 dicembre 2008   |
| 2968 | La rotta del delitto                  | Carolyn Hart                        | Set Sail for Murder             | 18 dicembre 2008  |
| 2969 | Via col piombo                        | Richard Powell                      | Say it with Bullets             | 1º gennaio 2009   |
| 2970 | Giro di killer                        | Chris Grabenstein                   | Whack a Mole                    | 15 gennaio 2009   |
| 2971 | Dexter il vendicatore                 | Jeff Lindsay                        | Darkly Dreaming Dexter          | 29 gennaio 2009   |
| 2972 | Requiem per Philip Banter             | John Franklin Bardin                | The Last of Philip Banter       | 12 febbraio 2009  |
| 2973 | LCSI: Morte sulla Luna                | Steven Harper                       | Dead Man on the Moon            | 26 febbraio 2009  |
| 2974 | Ferro e fuoco                         | Romano De Marco                     |                                 | 12 marzo 2009     |
| 2975 | Un fiammifero di troppo               | David Dodge                         | The Last Match                  | 26 marzo 2009     |
| 2976 | Profondo azzurro                      | Dorothy Hughes                      | The So Blue Marble              | 9 aprile 2009     |
| 2977 | Medicina oscura                       | Alfredo Colitto & Edoardo Rosati    |                                 | 23 aprile 2009    |
| 2978 | Red Cat                               | Peter Spiegelman                    | Red Cat                         | 7 maggio 2009     |
| 2979 | A un passo dalla tomba                | Ed McBain                           | The Gutter and the Grave        | 21 maggio 2009    |
| 2980 | La stanza che urla                    | Thomas O'Callaghan                  | The Screaming Room              | 4 giugno 2009     |
| 2981 | Let It Be                             | Paolo Grugni                        |                                 | 18 giugno 2009    |
| 2982 | Le colpe dei padri                    | Dorothy Hughes                      | The Fallen Sparrow              | 2 luglio 2009     |
| 2983 | La reliquia che scotta                | Mickey Spillane e Max Allan Collins | The Goliath Bone                | 16 luglio 2009    |
| 2984 | Carabinieri in giallo 2 (antologia)   | AA.VV.                              |                                 | 30 luglio 2009    |
| 2985 | Dexter il devoto                      | Jeff Lindsay                        | Dearly Devoted Dexter           | 13 agosto 2009    |
| 2986 | Shanghai                              | Annamaria Fassio                    |                                 | 27 agosto 2009    |
| 2987 | L'ora del becchino                    | Margery Allingham                   | More Work for the Undertaker    | 10 settembre 2009 |
| 2988 | La porta sulle tenebre                | Massimo Pietroselli                 |                                 | 24 settembre 2009 |
| 2989 | La ballata degli impiccati            | Peter Lovesey                       | The Secret Hangman              | 8 ottobre 2009    |
| 2990 | Finale al nero                        | Peter Abrahams                      | End of Story                    | 22 ottobre 2009   |
| 2991 | Il negriero                           | Dorothy Hughes                      | The Blackbirder                 | 5 novembre 2009   |
| 2992 | Mafiya                                | Charlie Stella                      | Mafiya                          | 19 novembre 2009  |
| 2993 | Legame di sangue                      | Roberto Riccardi                    |                                 | 3 dicembre 2009   |
| 2994 | Omicidio nella lana                   | Ngaio Marsh                         | Died in the Wool                | 17 dicembre 2009  |
| 2995 | La sciarada dei tre corpi             | Miles Burton                        | The Three Corpse Trick          | 7 gennaio 2010    |
| 2996 | Incubo senza fine                     | Jonathan Nasaw                      | When She Was Bad                | 21 gennaio 2010   |
| 2997 | Bambole pericolose                    | Barbara Baraldi                     |                                 | 4 febbraio 2010   |
| 2998 | Ritorno dal buio                      | Patricia Wentworth                  |                                 | 18 febbraio 2010  |
| 2999 | Dexter l'oscuro                       | Jeff Lindsay                        | Dexter in the Dark              | 4 marzo 2010      |
| 3000 | Hannibal Lecter - Le origini del male | Thomas Harris                       | Hannibal Rising                 | 18 marzo 2010     |

|  | I 100 successivi: Il Giallo Mondadori dal 3001 al 3100 |